# Budu Zivzivadze
Budu Zivzivadze (géorgien : ბუდუ ზივზივაძე ; né le 10 mars 1994) est un footballeur international géorgien qui joue comme attaquant pour le FC Heidenheim.
Vainqueur de la Umaglesi Liga et de la Supercoupe de Géorgie, il a été nommé joueur géorgien de l'année en 2016.

## Biographie

### En club
À 8 ans, Budu Zivzivadze entre à l'école de football Imedi de Kutaisi. Il était milieu de terrain pendant les deux premières années.
En 2011, il rejoint le Dinamo Tbilissi. Au cours des quatre saisons dans ce club, il a principalement joué pour son équipe réserve participant à la deuxième division. Avec 23 buts marqués en 21 matches pour le Dinamo-2 en 2013-2014, Zivzivadze est devenu le meilleur buteur. Il a fait ses débuts professionnels avec l'équipe senior le 11 septembre 2014 lors d'un match à l'extérieur contre Metalurgi Rustavi en tant que remplaçant en seconde période.
En 2015, Zivzivadze a rejoint le club de première division Samtredia, où il a montré ses capacités de buteur et a joué un rôle crucial dans la victoire de son tout premier titre de champion. L'attaquant a été nommé meilleur joueur de la saison 2016.
Budu a signé avec le club danois de Superliga Esbjerg fB en janvier 2017, mais n'a pas beaucoup joué jusqu'à ce qu'il soit prêté au Dinamo Tbilissi pour la saison 2018. Son prêt est payant et il marque 28 buts toutes compétitions confondues. Zivzivadze a partagé le prix du meilleur buteur avec Giorgi Gabedava. En outre, il a été inclus dans l'équipe type de la saison. De retour à Esbjerg, le club a annoncé le 29 janvier 2019 qu'il avait quitté le club, cette fois définitivement, après la résiliation de son contrat d'un commun accord.
Deux jours plus tard, il est annoncé du côté du Torpedo Kutaisi. Zivzivadze a été nommé par l'Erovnuli Liga comme le meilleur joueur de la deuxième partie du championnat après avoir marqué huit buts en neuf matchs. En raison des difficultés financières de Torpedo, son deuxième passage avec cette équipe a duré six mois.
En juillet 2019, il a signé pour Mezőkövesd, club du championnat hongrois.
Le 11 février 2022, Zivzivadze a été prêté par Fehérvár à Újpest jusqu'à la fin de la saison.
Le 31 janvier 2023, dernier jour du mercato d'hiver 2022-23, Zivzivadze a signé avec le club de 2. Bundesliga Karlsruher SC jusqu'en 2025. Son contrat avec Fehérvár devait expirer cet été.
Le 3 janvier 2025, Zivzivadze a rejoint le club de Bundesliga Heidenheim avec un contrat de quatre ans.

### En équipe nationale
Zivzivadze fait ses débuts dans l'équipe nationale de Géorgie lors d'un match amical contre l'Ouzbékistan le 23 janvier 2017. Il inscrit son premier but pour la Géorgie le 25 mars 2022, le seul but d'une victoire amicale 1-0 contre la Bosnie-Herzégovine.
Le 22 mai 2024, il fait partie de la liste des 26 joueurs convoqués par Willy Sagnol pour disputer l'Euro 2024.

## Palmarès
| FC Samtredia                                 | Torpedo Kutaisi                            |
| -------------------------------------------- | ------------------------------------------ |
| - Championnat de Géorgie : - Champion : 2016 | - Supercoupe de Géorgie - Vainqueur : 2019 |